# Igor Pawłow
Igor Władimirowicz Pawłow (ros. Игорь Владимирович Павлов; ur. 18 lipca 1979 w Moskwie) – rosyjski lekkoatleta, skoczek o tyczce, dwukrotny olimpijczyk (2004, 2008).

## Osiągnięcia
- srebro Uniwersjady (Daegu 2003)
- 2. miejsce w Halowym Pucharze Europy (Lipsk 2004)
- złoty medal Halowych Mistrzostw Świata (Budapeszt 2004)
- 4. miejsce na Igrzyskach olimpijskich (Ateny 2004)
- złoto Halowych Mistrzostw Europy (Madryt 2005)
- 4. miejsce podczas Mistrzostw świata (Helsinki 2005)
- 3. miejsce w Światowym Finale IAAF (Monako 2005)
- 4. miejsce na Mistrzostwach świata (Osaka 2007)

## Rekordy życiowe
- Skok o tyczce (stadion) – 5,81 (2007)
- Skok o tyczce (hala) – 5,90 (2005)